# 林宏宗
林宏宗（1951年10月26日—），中華民國企業家及政治人物，曾以無黨籍身份當選第一屆第六次增額立法委員，及第三、四屆立法委員。
1998年，无党籍立委林宏宗在南开大学取得硕士学位。林宏宗毕业后，南开大学设立了“台籍学生企业管理研究所专班”，属于类似EMBA在职进修班级，专门面向台湾的政商界人士。
林宏宗在第四屆立法委員任內加入國民黨。2001年底，林宏宗獲得國民黨提名競選連任，但因同黨提名人數過多而落選。